# Політика великого кийка
Політика великого кийка (англ. Big Stick Policy) — розширене тлумачення Теодором Рузвельтом доктрини Монро стосовно країн Латинської Америки.

## Історія
Декларована в 1904-1905. Передбачала, що в разі виникнення конфліктів у Латинській Америці США забезпечать їх врегулювання, зокрема і з допомогою військової сили.
Вперше цей термін виник у промові Теодора Рузвельта (тоді ще віцепрезидент, за кілька днів до вбивства Вільяма Мак-Кінлі), яку він виголосив 2 вересня 1901 на ярмарку у штаті Міннесота, де президент процитував західноафриканське прислів'я: «Говори м'яко, і неси великий кийок; ти далеко підеш» (англ. Speak softly and carry a big stick; you will go far).
У 1933 президент Франклін Делано Рузвельт оголосив про припинення політики «великого кийка», проголосивши нову доктрину — політику «доброго сусіда».

### Японія
В ході дипломатичних переговорів в Портсмуті про закінчення російсько-японської війни Рузвельт переконав японців відмовитися від ряду вимог до сторони, що програла. За допомогу у врегулюванні конфлікту він був нагороджений в 1906 році Нобелівською премією миру.

## Галерея

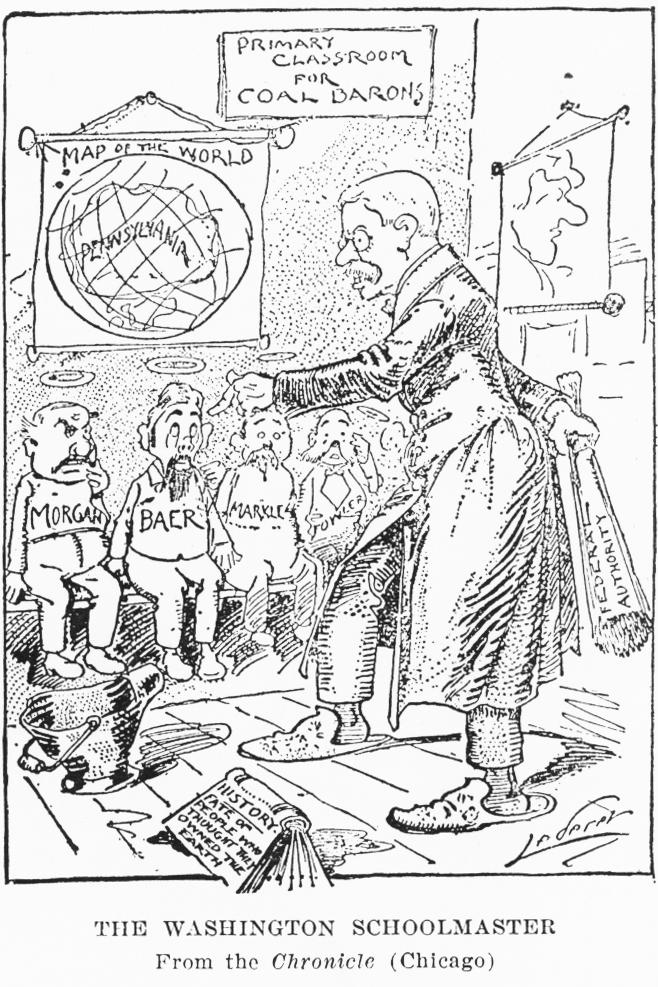
Карикатура. Рузвельт з кийком із написом "Федеральний уряд" повчає вугільних баронів
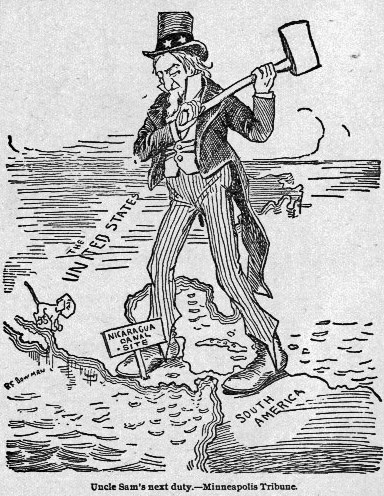
Карикатура. Дядько Сем захоплює місце в Нікарагуа для будівництва каналу
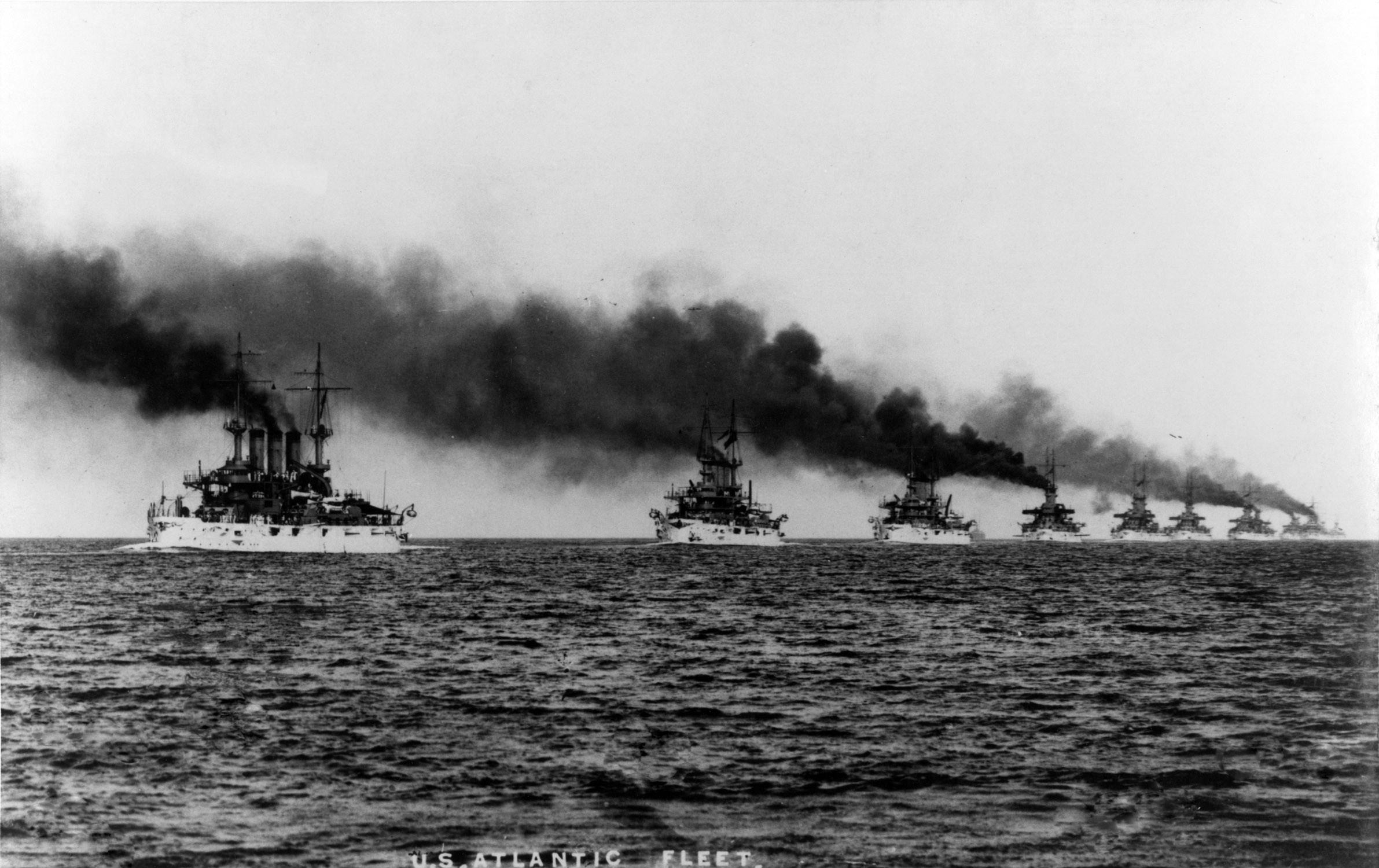
Великий білий флот Рузвельта
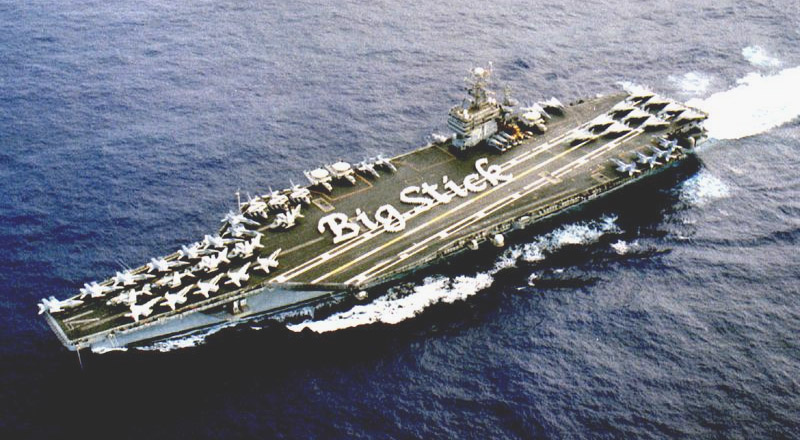
Авіаносець Рузвельт з написом "Великий кийок"
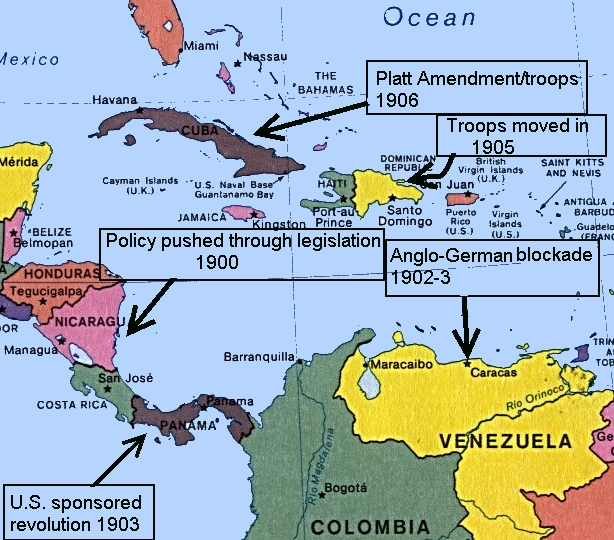
Втручання США у справи країн Латинської Америки